# Siergiej Szklar
Siergiej Siergiejewicz Szklar (ros. Сергей Сергеевич Шкляр; ur. 5 września 1942 w Armawirze) – rosyjski piłkarz, grający na pozycji obrońcy lub pomocnika.

## Kariera piłkarska

### Kariera klubowa
Wychowanek Szkoły Piłkarskiej w Armawirze. W 1962 rozpoczął karierę piłkarską w zespole SKA Rostów nad Donem, dokąd zaprosił go trener Wiktor Masłow. W 1965 przeniósł się do Zorii Ługańsk, skąd w 1968 przeszedł do Dynama Kijów, dokąd zaprosił go trener Wiktor Masłow. Po niepełnych dwóch sezonach w Dynamie powrócił do Zorii. W międzyczasie występował również w drużynie Szachtar Kadijewka. Kończył karierę piłkarską w Szachtarze Donieck.

## Kariera trenerska
Po zakończeniu kariery piłkarskiej rozpoczął karierę trenerską. Trenował kluby Atommasz Wołgodońsk, Cemient Noworosyjsk, Kubań Krasnodar, Zoria-MAŁS Ługańsk. Obecnie pracuje z młodzieżową reprezentacją obwodu Rostowskiego.

## Sukcesy i odznaczenia

### Sukcesy klubowe
- mistrz ZSRR: 1968

### Odznaczenia
- nagrodzony tytułem Mistrza Sportu ZSRR: 1963